# Società 3 Settembre

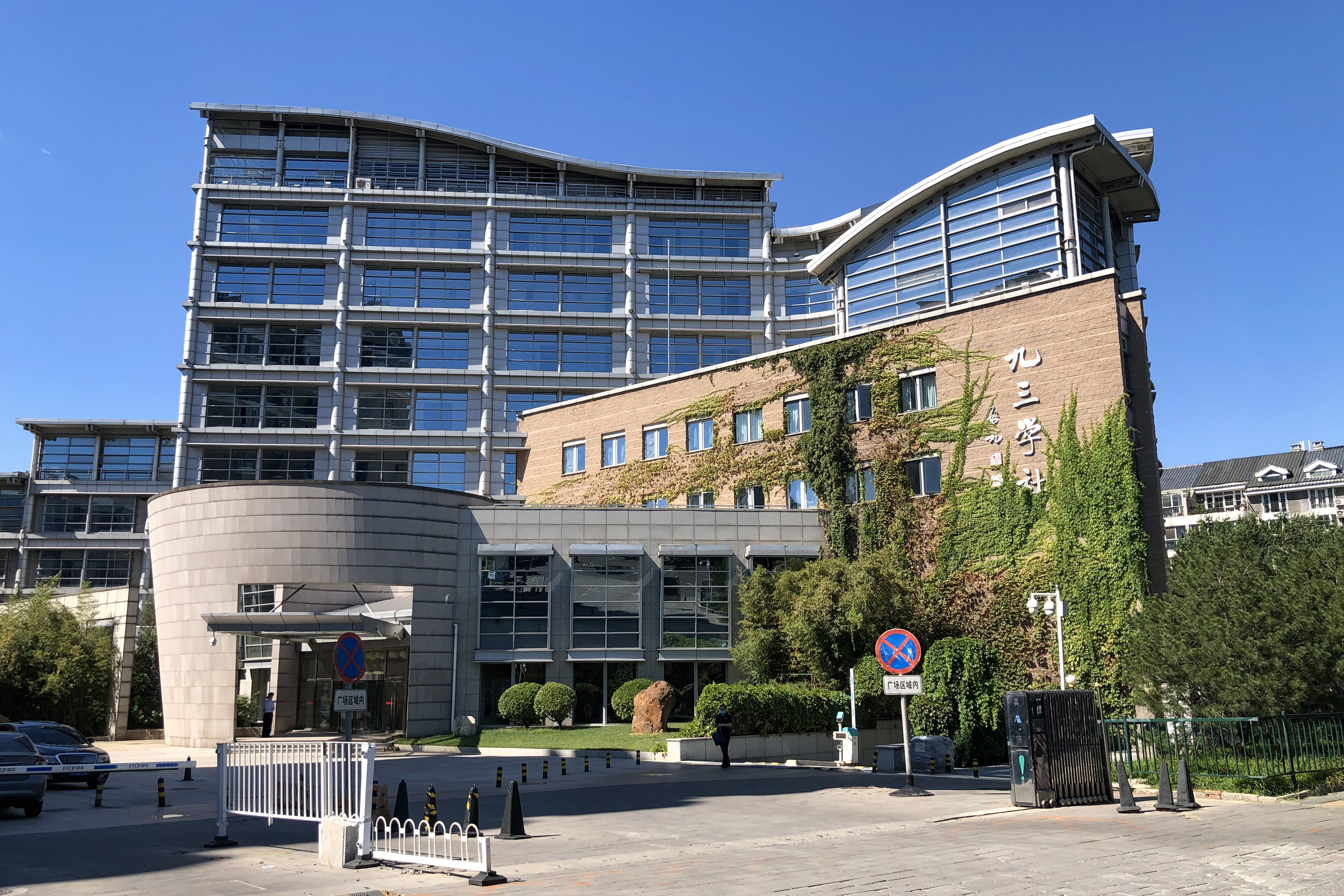
La sede centrale della Società Jiusan

La Società 3 Settembre o Società Jiusan è uno degli otto partiti politici legalmente riconosciuti nella Repubblica Popolare Cinese che seguono la direzione del Partito Comunista Cinese e sono membri della Conferenza politica consultiva del popolo cinese. Il nome originale del partito era "Forum di Democrazia e Scienza". L'attuale nome si riferisce alla data della vittoria cinese nella seconda guerra sino-giapponese (3 settembre 1945). 
La missione del partito è "condurre la nazione al potere e il popolo alla prosperità", sebbene questo debba essere subordinato all'interesse nazionale. Il partito aveva 183.710 membri nel 2019, per lo più intellettuali di alto e medio livello nei settori della scienza, della tecnologia, dell'istruzione, della cultura e della medicina.

## Presidenti
1. Xu Deheng (许德珩) (1946-1987)
2. Zhou Peiyuan (周培源) (1987-1992)
3. Wu Jieping (吴阶平) (1992-2002)
4. Han Qide (韩启德) (2002-2017)
5. Wu Weihua (武维华) (2017-oggi)[4]